# Linda Gustavson
Linda Lee Gustavson, nach Heirat Linda Lee McGuire, (* 30. November 1949 in Santa Cruz, Kalifornien) ist eine ehemalige Schwimmerin aus den Vereinigten Staaten. Sie gewann bei den Olympischen Spielen 1968 je eine Gold-, Silber-, und Bronzemedaille und bei den Panamerikanischen Spielen 1967 eine Goldmedaille.

## Sportliche Karriere
Linda Gustavson besuchte das Cabrillo College. 1967 nahm sie zunächst an den Panamerikanischen Spielen in Winnipeg teil und gewann dort die Goldmedaille in der 4-mal-100-Meter-Freistilstaffel zusammen mit Wendy Fordyce, Pamela Carpinelli und Pamela Kruse. Kurz darauf fand in Tokio die Sommer-Universiade 1967 statt. Gustavson gewann die Titel über 100 Meter Freistil und über 400 Meter Freistil. Zwei weitere Titel gewann sie mit der 4-mal-100-Meter-Freistilstaffel und mit der 4-mal-100-Meter-Lagenstaffel.
1968 bei den Olympischen Spielen in Mexiko-Stadt trat Linda Gustafson in drei Wettbewerben an. Über 100 Meter Freistil erschwammen mit Jan Henne, Susan Pedersen und Linda Gustavson die drei Schwimmerinnen aus den Vereinigten Staaten alle drei Medaillen. Über 400 Meter Freistil siegte Debbie Meyer mit fast vier Sekunden Vorsprung vor Gustavson. Anderthalb Sekunden dahinter schlug die Australierin Karen Moras knapp vor Pamela Kruse an und verhinderte damit einen zweiten Dreifacherfolg der Schwimmerinnen aus den Vereinigten Staaten. Die 4-mal-100-Meter-Freistilstaffel mit Jane Barkman, Linda Gustavson, Jan Henne und Susan Pedersen erreichte das Finale mit der zweitschnellsten Vorlaufzeit. Die vier Schwimmerinnen steigerten sich im Endlauf um achteinhalb Sekunden und siegten mit drei Sekunden Vorsprung vor der Staffel aus der DDR, anderthalb Sekunden dahinter erhielten die Kanadierinnen die Bronzemedaille.
1969 gewann Gustavson mit der Hallenmeisterschaft über 200 Yards Freistil ihren einzigen Meistertitel der Amateur Athletic Union. Die 1,75 m große Gustavson startete für den Santa Clara Swim Club. Sie besuchte später die Michigan State University und schloss dort 1972 ab.